# Corybas praetermissus
Corybas praetermissus är en orkidéart som beskrevs av John Dransfield och James Boughtwood Comber. Corybas praetermissus ingår i släktet Corybas, och familjen orkidéer. Inga underarter finns listade i Catalogue of Life.